# Список станций Нью-Йоркского метрополитена

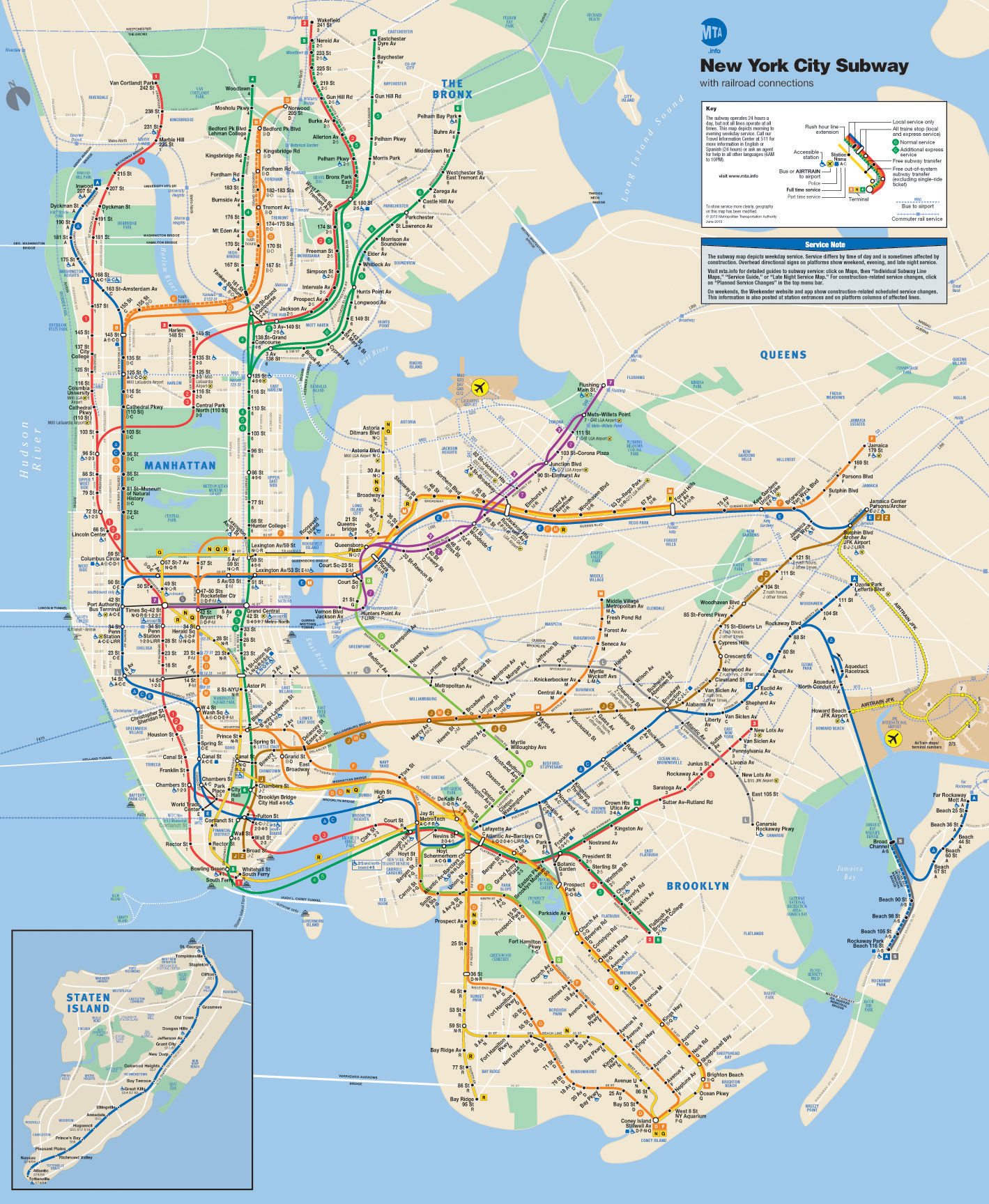
Официальная карта Нью-Йоркского метро на 2013 год, включая Железную дорогу Статен-Айленда (левый нижний угол схемы)

Нью-Йоркский метрополитен (англ. New York City Subway) — крупнейшая система метрополитена в мире по количеству линий, а также седьмая в мире по годовому пассажиропотоку.
Она включает в себя 472 станции, в том числе 32 пересадочных узла, расположенных на 36 линиях. По количеству станций с 2022 года является второй в мире после Пекинского с 490 станциями. Обслуживается 29 маршрутами, связывающими четыре из пяти боро Нью-Йорка: Бруклин, Бронкс, Манхэттен и Куинс. Пятое боро — Статен-Айленд — обслуживается Железной дорогой Статен-Айленда, которая управляется той же компанией MTA, но не считается частью метрополитена.
Кроме двух станций работает круглосуточно; имеются станции, закрывающиеся поочерёдно на капремонт, длящийся по несколько месяцев. Работа маршрутов меняется в зависимости от дня недели и времени суток.
Около 200 станций Нью-Йоркского метрополитена ушли в историю: некоторые из них до сих пор находятся на действующих линиях, однако большинство располагалось на эстакадных линиях, подвергшихся массовому демонтажу в 1940—1950-х годах. Перечень закрытых станций представлен в списке закрытых станций метрополитена Нью-Йорка.
Официальное открытие первой подземной линии метрополитена состоялось 27 октября 1904 года, однако, поскольку метрополитен — необязательно подземное сооружение, датой его открытия можно считать некоторые действующие станции, открытые раньше, — на эстакаде, что связано с тем, что бывшие линии железных дорог постепенно присоединялись к единой сети по мере развития метрополитена.
Метрополитен строился как три независимых сети, управлявшихся тремя компаниями: Brooklyn—Manhattan Transit Corporation (Би-эм-ти), Interborough Rapid Transit Company (Ай-ар-ти) и Independent Subway System (Ай-эн-ди). Их объединение состоялось 1 июня 1940 года. Сегодня система метрополитена, традиционно именуемая subway (то есть подземная дорога, хотя около 40 % путей являются наземными или надземными), управляется компанией MTA, в ве́дении которой находится весь городской транспорт Нью-Йорка.
Станции носят названия строго по объектам, расположенным около них на земле — в основном по улицам, но также по районам и другим объектам (стадионы, вокзалы, учебные заведения, парки и т. д.). Станция может быть переименована, когда закрывается выход на определённую улицу (хотя есть и станции, сохраняющие в своих названиях имена улиц, давно переименованных или ликвидированных). У некоторых станций название состоит из двух частей, каждая из которых обозначает наземный объект, — например, у конечных станций, где название обычно состоит из района и улицы, либо у тех станций, в названии которых было решено отразить по два названия улиц.
| \| \| \|                                                             |  |
| Два разных старых названия, сохранившиеся в оформлении одной станции |  |
|                                                                      |  |

Одни и те же названия улиц встречаются в разных боро Нью-Йорка; кроме того, на одной и той же улице может быть несколько станций метро, относящихся к разным линиям. По этой причине названия станций повторяются (аналогично двум «Арбатским» или двум «Смоленским» в Москве). Для различения станций-тёзок как правило добавляют к названиям обозначения маршрутов, останавливающихся на них, причём по традиции это делается для всех станций, даже для тех, у которых тёзок нет. Использование маршрутов для этой цели неудобно, потому что маршруты меняются со временем. Другой способ различения станций-тёзок — добавление названий линий. Именно он использован в Википедии.
На схемах каждый из маршрутов обозначается тем же цветом, что и та линия на Манхэттене, через которую он проходит. Для не проходящего через Манхэттен маршрута G введён особый цвет (лайм), а все челночные маршруты обозначают серым (и одной и той же буквой S — Shuttle).
Ниже представлен список действующих станций метрополитена Нью-Йорка с указанием линии, на которой расположена каждая станция, и обслуживающих её маршрутов. Даты открытия станций приводятся по книге С. Фишлера, а пассажиропоток — на 2019 год по сайту mta.info.
Цветной фон у некоторых строк таблицы служит признаком, что на станции останавливаются поезда маршрутов, обозначаемых одним цветом. Обозначения маршрутов и их цвета:
| 1 · 2 · 3 | () | () | () | () | G | J · Z | L | N · Q · R · W | S — челнок 42-й улицы · S — челнок Франклин-авеню · S — челнок Рокавей-парка |

## Список
| Условные обозначения |
| для дней и часов работы маршрутов (более точно указано во всплывающих подсказках при этих обозначениях): |
| --- |
| круглосуточно круглосуточно, кроме ночи круглосуточно, кроме будней днём (либо часов пик) в пиковом направлении в будни днём (и, возможно, вечером) в будни круглосуточно в часы пик в будни днём (либо в часы пик) в пиковом направлении в будни днём (либо в часы пик) в направлении, обратном пиковому в выходные ночью ночью и в выходные (и, возможно, вечером) нет движения поездов |

| D — ночью · D — ночью · N — ночью · N — ночью · R — круглосуточно · R — круглосуточно · W — часть рейсов в часы пик в пиковом направлении · W — часть рейсов в часы пик в пиковом направлении | Девятая улица |

| B — в будни днём и вечером до 23:00 · B — в будни днём и вечером до 23:00 · D — круглосуточно · D — круглосуточно · F — круглосуточно · F — круглосуточно · <F> — в часы пик в пиковом направлении · <F> — в часы пик в пиковом направлении · M — в будни днём и вечером · M — в будни днём и вечером | 42-я улица — Брайант-парк                    |
| 1 — круглосуточно · 1 — круглосуточно · 2 — круглосуточно · 2 — круглосуточно · 3 — круглосуточно · 3 — круглосуточно | Таймс-сквер — 42-я улица                     |
| 7 — круглосуточно · 7 — круглосуточно · <7> — в часы пик в пиковом направлении · <7> — в часы пик в пиковом направлении | Таймс-сквер                                  |
| A — круглосуточно · A — круглосуточно · C — круглосуточно, кроме ночи · C — круглосуточно, кроме ночи · E — круглосуточно · E — круглосуточно | 42-я улица — Автовокзал Портового управления |
| N — круглосуточно · N — круглосуточно · Q — круглосуточно · Q — круглосуточно · R — круглосуточно, кроме ночи · R — круглосуточно, кроме ночи · W — в будни днём и вечером до 23:00 · W — в будни днём и вечером до 23:00                                                                             | Таймс-сквер — 42-я улица                     |
| S (челнок 42-й улицы) — круглосуточно, кроме ночи · S (челнок 42-й улицы) — круглосуточно, кроме ночи | Таймс-сквер                                  |

| 1 — круглосуточно · 1 — круглосуточно · 2 — круглосуточно · 2 — круглосуточно · 3 — круглосуточно, кроме ночи · 3 — круглосуточно, кроме ночи                                     | 14-я улица |
| F — круглосуточно · F — круглосуточно · <F> — в часы пик в пиковом направлении · <F> — в часы пик в пиковом направлении · M — в будни днём и вечером · M — в будни днём и вечером | 14-я улица |
| 14-я улица (PATH)[англ.] |            |

| A — круглосуточно · A — круглосуточно · C — круглосуточно, кроме ночи · C — круглосуточно, кроме ночи · E — круглосуточно · E — круглосуточно | 14-я улица |

| F — круглосуточно · F — круглосуточно · G — круглосуточно · G — круглосуточно | Четвёртая авеню |

| F — круглосуточно · F — круглосуточно · <F> — в часы пик в пиковом направлении · <F> — в часы пик в пиковом направлении · M — в будни днём и вечером · M — в будни днём и вечером | 14-я улица   |
| L — круглосуточно · L — круглосуточно | Шестая авеню |
| 14-я улица (PATH)[англ.] |              |

| L — круглосуточно · L — круглосуточно | Восьмая авеню |

| 1 — круглосуточно · 1 — круглосуточно · 2 — круглосуточно · 2 — круглосуточно · 3 — круглосуточно, кроме ночи · 3 — круглосуточно, кроме ночи | 14-я улица   |
| L — круглосуточно · L — круглосуточно | Шестая авеню |
| 14-я улица (PATH)[англ.] |              |

| 4 — круглосуточно · 4 — круглосуточно · 5 — круглосуточно, кроме ночи · 5 — круглосуточно, кроме ночи · 6 — круглосуточно · 6 — круглосуточно · <6> — в будни днём в пиковом направлении · <6> — в будни днём в пиковом направлении | 14-я улица — Юнион-сквер |
| L — круглосуточно · L — круглосуточно | Юнион-сквер              |

| L — круглосуточно · L — круглосуточно | Юнион-сквер              |
| N — круглосуточно · N — круглосуточно · Q — круглосуточно · Q — круглосуточно · R — круглосуточно, кроме ночи · R — круглосуточно, кроме ночи · W — в будни днём и вечером до 23:00 · W — в будни днём и вечером до 23:00 | 14-я улица — Юнион-сквер |

| B — в будни днём и вечером до 23:00 · B — в будни днём и вечером до 23:00 · D — круглосуточно · D — круглосуточно · F — круглосуточно · F — круглосуточно · <F> — в часы пик в пиковом направлении · <F> — в часы пик в пиковом направлении · M — в будни днём и вечером · M — в будни днём и вечером | 34-я улица — Геральд-сквер |
| 33-я улица (PATH)[англ.] |                            |

| N — круглосуточно · N — круглосуточно · Q — круглосуточно · Q — круглосуточно · R — круглосуточно, кроме ночи · R — круглосуточно, кроме ночи · W — в будни днём и вечером до 23:00 · W — в будни днём и вечером до 23:00 | 34-я улица — Геральд-сквер |
| 33-я улица (PATH)[англ.] |                            |

| 1 — круглосуточно · 1 — круглосуточно · 2 — круглосуточно · 2 — круглосуточно · 3 — круглосуточно · 3 — круглосуточно | Таймс-сквер — 42-я улица  |
| 7 — круглосуточно · 7 — круглосуточно · <7> — в часы пик в пиковом направлении · <7> — в часы пик в пиковом направлении | Таймс-сквер               |
| N — круглосуточно · N — круглосуточно · Q — круглосуточно · Q — круглосуточно · R — круглосуточно, кроме ночи · R — круглосуточно, кроме ночи · W — в будни днём и вечером до 23:00 · W — в будни днём и вечером до 23:00                                                                             | Таймс-сквер — 42-я улица  |
| S (челнок 42-й улицы) — круглосуточно, кроме ночи · S (челнок 42-й улицы) — круглосуточно, кроме ночи | Таймс-сквер               |
| 7 — круглосуточно · 7 — круглосуточно · <7> — в часы пик в пиковом направлении · <7> — в часы пик в пиковом направлении | Пятая авеню               |
| B — в будни днём и вечером до 23:00 · B — в будни днём и вечером до 23:00 · D — круглосуточно · D — круглосуточно · F — круглосуточно · F — круглосуточно · <F> — в часы пик в пиковом направлении · <F> — в часы пик в пиковом направлении · M — в будни днём и вечером · M — в будни днём и вечером | 42-я улица — Брайант-парк |
| автовокзал Портового управления[англ.] |                           |

| 7 — круглосуточно · 7 — круглосуточно · <7> — в часы пик в пиковом направлении · <7> — в часы пик в пиковом направлении                                                                                                   | Пятая авеню                                  |
| 1 — круглосуточно · 1 — круглосуточно · 2 — круглосуточно · 2 — круглосуточно · 3 — круглосуточно · 3 — круглосуточно | Таймс-сквер — 42-я улица                     |
| 7 — круглосуточно · 7 — круглосуточно · <7> — в часы пик в пиковом направлении · <7> — в часы пик в пиковом направлении                                                                                                   | Таймс-сквер                                  |
| A — круглосуточно · A — круглосуточно · C — круглосуточно, кроме ночи · C — круглосуточно, кроме ночи · E — круглосуточно · E — круглосуточно                                                                             | 42-я улица — Автовокзал Портового управления |
| N — круглосуточно · N — круглосуточно · Q — круглосуточно · Q — круглосуточно · R — круглосуточно, кроме ночи · R — круглосуточно, кроме ночи · W — в будни днём и вечером до 23:00 · W — в будни днём и вечером до 23:00 | Таймс-сквер — 42-я улица                     |
| S (челнок 42-й улицы) — круглосуточно, кроме ночи · S (челнок 42-й улицы) — круглосуточно, кроме ночи | Таймс-сквер                                  |

| E — круглосуточно · E — круглосуточно · M — в будни днём и вечером · M — в будни днём и вечером | Лексингтон-авеню — 53-я улица |

| N — круглосуточно · N — круглосуточно · R — круглосуточно, кроме ночи · R — круглосуточно, кроме ночи · W — в будни днём и вечером до 23:00 · W — в будни днём и вечером до 23:00                                                                                       | Лексингтон-авеню — 59-я улица |
| F — круглосуточно · F — круглосуточно · <F> — в часы пик в пиковом направлении · <F> — в часы пик в пиковом направлении · N — часть рейсов в часы пик в пиковом направлении · N — часть рейсов в часы пик в пиковом направлении · Q — круглосуточно · Q — круглосуточно | Лексингтон-авеню — 63-я улица |
| Канатная дорога острова Рузвельт |                               |

| A — круглосуточно · A — круглосуточно · B — в будни днём и вечером до 23:00 · B — в будни днём и вечером до 23:00 · C — круглосуточно, кроме ночи · C — круглосуточно, кроме ночи · D — круглосуточно · D — круглосуточно | 59-я улица — Колумбус-Серкл |

| 1 — круглосуточно · 1 — круглосуточно · 2 — ночью · 2 — ночью | 59-я улица — Колумбус-Серкл |

| N — круглосуточно · N — круглосуточно · W — часть рейсов в часы пик в пиковом направлении · W — часть рейсов в часы пик в пиковом направлении | Нью-Ютрект-авеню |

| E — круглосуточно · E — круглосуточно · F — круглосуточно · F — круглосуточно · <F> — в часы пик в пиковом направлении · <F> — в часы пик в пиковом направлении · M — в будни днём и вечером · M — в будни днём и вечером · R — круглосуточно, кроме ночи · R — круглосуточно, кроме ночи | Джексон-Хайтс — Рузвельт-авеню |

| 2 — круглосуточно · 2 — круглосуточно · 5 — круглосуточно, кроме ночи · 5 — круглосуточно, кроме ночи | 149-я улица — Гранд-Конкорс |

| 4 — круглосуточно · 4 — круглосуточно | 149-я улица — Гранд-Конкорс |

| B — в часы пик · B — в часы пик · D — круглосуточно, кроме часов пик в пиковом направлении · D — круглосуточно, кроме часов пик в пиковом направлении | 161-я улица — Стадион Янки |
| Янкис — Ист 153-я улица (Metro-North)[англ.] |                            |

| 4 — круглосуточно · 4 — круглосуточно        | 161-я улица — Стадион Янки |
| Янкис — Ист 153-я улица (Metro-North)[англ.] |                            |

| A — круглосуточно · A — круглосуточно · C — круглосуточно, кроме ночи · C — круглосуточно, кроме ночи | 168-я улица |

| 1 — круглосуточно · 1 — круглосуточно | 168-я улица |

| 2 — круглосуточно · 2 — круглосуточно · 3 — круглосуточно, кроме ночи · 3 — круглосуточно, кроме ночи · 4 — круглосуточно · 4 — круглосуточно · 5 — в будни днём · 5 — в будни днём                                           | Атлантик-авеню — Барклайс-центр |
| D — круглосуточно · D — круглосуточно · N — круглосуточно · N — круглосуточно · R — круглосуточно · R — круглосуточно · W — часть рейсов в часы пик в пиковом направлении · W — часть рейсов в часы пик в пиковом направлении | Атлантик-авеню — Барклайс-центр |
| вокзал Атлантик[англ.] |                                 |

| B — в будни днём и вечером до 23:00 · B — в будни днём и вечером до 23:00 · Q — круглосуточно · Q — круглосуточно | Атлантик-авеню — Барклайс-центр |
| D — круглосуточно · D — круглосуточно · N — круглосуточно · N — круглосуточно · R — круглосуточно · R — круглосуточно · W — часть рейсов в часы пик в пиковом направлении · W — часть рейсов в часы пик в пиковом направлении | Атлантик-авеню — Барклайс-центр |
| вокзал Атлантик[англ.] |                                 |

| 2 — круглосуточно · 2 — круглосуточно · 3 — круглосуточно, кроме ночи · 3 — круглосуточно, кроме ночи · 4 — круглосуточно · 4 — круглосуточно · 5 — в будни днём · 5 — в будни днём | Атлантик-авеню — Барклайс-центр |
| B — в будни днём и вечером до 23:00 · B — в будни днём и вечером до 23:00 · Q — круглосуточно · Q — круглосуточно                                                                   | Атлантик-авеню — Барклайс-центр |
| вокзал Атлантик[англ.] |                                 |

| B — в будни днём и вечером до 23:00 · B — в будни днём и вечером до 23:00 · D — круглосуточно · D — круглосуточно · F — круглосуточно · F — круглосуточно · <F> — в часы пик в пиковом направлении · <F> — в часы пик в пиковом направлении · M — в будни днём и вечером · M — в будни днём и вечером | Бродвей — Лафайетт-стрит |

| 4 — круглосуточно · 4 — круглосуточно · 5 — в будни днём · 5 — в будни днём                                                                                           | Боро-холл  |
| N — ночью · N — ночью · R — круглосуточно · R — круглосуточно · W — часть рейсов в часы пик в пиковом направлении · W — часть рейсов в часы пик в пиковом направлении | Корт-стрит |

| 2 — круглосуточно · 2 — круглосуточно · 3 — круглосуточно, кроме ночи · 3 — круглосуточно, кроме ночи                                                                 | Боро-холл  |
| N — ночью · N — ночью · R — круглосуточно · R — круглосуточно · W — часть рейсов в часы пик в пиковом направлении · W — часть рейсов в часы пик в пиковом направлении | Корт-стрит |

| 2 — круглосуточно · 2 — круглосуточно · 3 — круглосуточно, кроме ночи · 3 — круглосуточно, кроме ночи · 4 — круглосуточно · 4 — круглосуточно · 5 — в будни днём · 5 — в будни днём | Франклин-авеню — Медгар-Эверс-колледж |

| 4 — ночью · 4 — ночью · 6 — круглосуточно · 6 — круглосуточно · <6> — в будни днём в пиковом направлении · <6> — в будни днём в пиковом направлении | Бликер-стрит |

| A — круглосуточно · A — круглосуточно · C — круглосуточно, кроме ночи · C — круглосуточно, кроме ночи | Бродвей-Джанкшен |
| L — круглосуточно · L — круглосуточно                                                                 | Бродвей-Джанкшен |

| A — круглосуточно · A — круглосуточно · C — круглосуточно, кроме ночи · C — круглосуточно, кроме ночи               | Бродвей-Джанкшен |
| J — круглосуточно · J — круглосуточно · Z — в часы пик в пиковом направлении · Z — в часы пик в пиковом направлении | Бродвей-Джанкшен |

| J — круглосуточно · J — круглосуточно · Z — в часы пик в пиковом направлении · Z — в часы пик в пиковом направлении | Бродвей-Джанкшен |
| L — круглосуточно · L — круглосуточно                                                                               | Бродвей-Джанкшен |

| J — круглосуточно · J — круглосуточно · Z — в часы пик в пиковом направлении · Z — в часы пик в пиковом направлении | Чеймберс-стрит |

| 2 — круглосуточно · 2 — круглосуточно · 3 — круглосуточно, кроме ночи · 3 — круглосуточно, кроме ночи                                                             | Парк-Плейс      |
| A — круглосуточно · A — круглосуточно · C — круглосуточно, кроме ночи · C — круглосуточно, кроме ночи                                                             | Чеймберс-стрит  |
| N — ночью · N — ночью · R — круглосуточно, кроме ночи · R — круглосуточно, кроме ночи · W — в будни днём и вечером до 23:00 · W — в будни днём и вечером до 23:00 | Кортландт-стрит |
| Всемирный торговый центр (PATH)[англ.] |                 |

| J — круглосуточно · J — круглосуточно · M — круглосуточно, кроме ночи · M — круглосуточно, кроме ночи · Z — в часы пик в пиковом направлении · Z — в часы пик в пиковом направлении | Эссекс-стрит |

| N — ночью · N — ночью · R — круглосуточно · R — круглосуточно · W — часть рейсов в часы пик в пиковом направлении · W — часть рейсов в часы пик в пиковом направлении | Джей-стрит — Метротек |

| A — круглосуточно · A — круглосуточно · C — круглосуточно, кроме ночи · C — круглосуточно, кроме ночи · F — круглосуточно · F — круглосуточно · <F> — в часы пик в пиковом направлении · <F> — в часы пик в пиковом направлении | Джей-стрит — Метротек |

| 7 — круглосуточно · 7 — круглосуточно | 74-я улица — Бродвей |

| L — круглосуточно · L — круглосуточно | Ливония-авеню |

| 4 — ночью · 4 — ночью · 6 — круглосуточно · 6 — круглосуточно · <6> — в будни днём в пиковом направлении · <6> — в будни днём в пиковом направлении               | Канал-стрит |
| J — круглосуточно · J — круглосуточно · Z — в часы пик в пиковом направлении · Z — в часы пик в пиковом направлении                                               | Канал-стрит |
| N — ночью · N — ночью · R — круглосуточно, кроме ночи · R — круглосуточно, кроме ночи · W — в будни днём и вечером до 23:00 · W — в будни днём и вечером до 23:00 | Канал-стрит |

| 4 — ночью · 4 — ночью · 6 — круглосуточно · 6 — круглосуточно · <6> — в будни днём в пиковом направлении · <6> — в будни днём в пиковом направлении | Канал-стрит |
| J — круглосуточно · J — круглосуточно · Z — в часы пик в пиковом направлении · Z — в часы пик в пиковом направлении                                 | Канал-стрит |
| N — круглосуточно, кроме ночи · N — круглосуточно, кроме ночи · Q — круглосуточно · Q — круглосуточно                                               | Канал-стрит |

| J — круглосуточно · J — круглосуточно · Z — в часы пик в пиковом направлении · Z — в часы пик в пиковом направлении                                               | Канал-стрит |
| N — ночью · N — ночью · R — круглосуточно, кроме ночи · R — круглосуточно, кроме ночи · W — в будни днём и вечером до 23:00 · W — в будни днём и вечером до 23:00 | Канал-стрит |
| N — круглосуточно, кроме ночи · N — круглосуточно, кроме ночи · Q — круглосуточно · Q — круглосуточно                                                             | Канал-стрит |

| 4 — ночью · 4 — ночью · 6 — круглосуточно · 6 — круглосуточно · <6> — в будни днём в пиковом направлении · <6> — в будни днём в пиковом направлении               | Канал-стрит |
| N — ночью · N — ночью · R — круглосуточно, кроме ночи · R — круглосуточно, кроме ночи · W — в будни днём и вечером до 23:00 · W — в будни днём и вечером до 23:00 | Канал-стрит |
| N — круглосуточно, кроме ночи · N — круглосуточно, кроме ночи · Q — круглосуточно · Q — круглосуточно                                                             | Канал-стрит |

| 7 — круглосуточно · 7 — круглосуточно · <7> — в часы пик в пиковом направлении · <7> — в часы пик в пиковом направлении | Корт-сквер              |
| E — круглосуточно · E — круглосуточно · M — в будни днём и вечером · M — в будни днём и вечером                         | Корт-сквер — 23-я улица |

| G — круглосуточно · G — круглосуточно                                                           | Корт-сквер              |
| E — круглосуточно · E — круглосуточно · M — в будни днём и вечером · M — в будни днём и вечером | Корт-сквер — 23-я улица |

| 7 — круглосуточно · 7 — круглосуточно · <7> — в часы пик в пиковом направлении · <7> — в часы пик в пиковом направлении | Корт-сквер |
| G — круглосуточно · G — круглосуточно                                                                                   | Корт-сквер |

| 2 — круглосуточно · 2 — круглосуточно · 3 — круглосуточно, кроме ночи · 3 — круглосуточно, кроме ночи | Боро-холл |
| 4 — круглосуточно · 4 — круглосуточно · 5 — в будни днём · 5 — в будни днём                           | Боро-холл |

| 2 — круглосуточно · 2 — круглосуточно · 3 — круглосуточно, кроме ночи · 3 — круглосуточно, кроме ночи | Парк-Плейс               |
| A — круглосуточно · A — круглосуточно · C — круглосуточно, кроме ночи · C — круглосуточно, кроме ночи | Чеймберс-стрит           |
| E — круглосуточно · E — круглосуточно                                                                 | Всемирный торговый центр |
| Всемирный торговый центр (PATH)[англ.]                                                                |                          |

| 4 — ночью · 4 — ночью · 6 — круглосуточно · 6 — круглосуточно · <6> — в будни днём в пиковом направлении · <6> — в будни днём в пиковом направлении | 51-я улица |

| 4 — круглосуточно · 4 — круглосуточно · 5 — круглосуточно, кроме ночи · 5 — круглосуточно, кроме ночи · 6 — круглосуточно · 6 — круглосуточно · <6> — в будни днём в пиковом направлении · <6> — в будни днём в пиковом направлении                                     | 59-я улица                    |
| F — круглосуточно · F — круглосуточно · <F> — в часы пик в пиковом направлении · <F> — в часы пик в пиковом направлении · N — часть рейсов в часы пик в пиковом направлении · N — часть рейсов в часы пик в пиковом направлении · Q — круглосуточно · Q — круглосуточно | Лексингтон-авеню — 63-я улица |
| Канатная дорога острова Рузвельт |                               |

| 4 — круглосуточно · 4 — круглосуточно · 5 — круглосуточно, кроме ночи · 5 — круглосуточно, кроме ночи · 6 — круглосуточно · 6 — круглосуточно · <6> — в будни днём в пиковом направлении · <6> — в будни днём в пиковом направлении | 59-я улица                    |
| N — круглосуточно · N — круглосуточно · R — круглосуточно, кроме ночи · R — круглосуточно, кроме ночи · W — в будни днём и вечером до 23:00 · W — в будни днём и вечером до 23:00                                                   | Лексингтон-авеню — 59-я улица |

| 2 — часть рейсов в часы пик в пиковом направлении · 2 — часть рейсов в часы пик в пиковом направлении · 3 — круглосуточно, кроме ночи · 3 — круглосуточно, кроме ночи · 4 — ночью, а также часть рейсов в часы пик в пиковом направлении · 4 — ночью, а также часть рейсов в часы пик в пиковом направлении | Джуниус-стрит |

| G — круглосуточно · G — круглосуточно | Метрополитан-авеню |

| M — круглосуточно · M — круглосуточно | Мертл-авеню — Уайкофф-авеню |

| L — круглосуточно · L — круглосуточно | Мертл-авеню — Уайкофф-авеню |

| L — круглосуточно · L — круглосуточно | Лоример-стрит |

| D — круглосуточно · D — круглосуточно | 62-я улица |

| A — круглосуточно · A — круглосуточно · C — круглосуточно, кроме ночи · C — круглосуточно, кроме ночи                                                             | Чеймберс-стрит           |
| E — круглосуточно · E — круглосуточно | Всемирный торговый центр |
| N — ночью · N — ночью · R — круглосуточно, кроме ночи · R — круглосуточно, кроме ночи · W — в будни днём и вечером до 23:00 · W — в будни днём и вечером до 23:00 | Кортландт-стрит          |
| Всемирный торговый центр (PATH)[англ.] |                          |

| N — ночью · N — ночью · R — круглосуточно · R — круглосуточно · W — в будни днём и вечером до 23:00 · W — в будни днём и вечером до 23:00 | Уайтхолл-стрит — Саут-Ферри |
| терминал Уайтхолл[англ.] (Статен-Айленд Ферри)                                                                                            |                             |

| 1 — круглосуточно · 1 — круглосуточно · 2 — круглосуточно · 2 — круглосуточно · 3 — круглосуточно · 3 — круглосуточно | Таймс-сквер — 42-я улица                     |
| A — круглосуточно · A — круглосуточно · C — круглосуточно, кроме ночи · C — круглосуточно, кроме ночи · E — круглосуточно · E — круглосуточно | 42-я улица — Автовокзал Портового управления |
| N — круглосуточно · N — круглосуточно · Q — круглосуточно · Q — круглосуточно · R — круглосуточно, кроме ночи · R — круглосуточно, кроме ночи · W — в будни днём и вечером до 23:00 · W — в будни днём и вечером до 23:00                                                                             | Таймс-сквер — 42-я улица                     |
| S (челнок 42-й улицы) — круглосуточно, кроме ночи · S (челнок 42-й улицы) — круглосуточно, кроме ночи | Таймс-сквер                                  |
| 7 — круглосуточно · 7 — круглосуточно · <7> — в часы пик в пиковом направлении · <7> — в часы пик в пиковом направлении | Пятая авеню                                  |
| B — в будни днём и вечером до 23:00 · B — в будни днём и вечером до 23:00 · D — круглосуточно · D — круглосуточно · F — круглосуточно · F — круглосуточно · <F> — в часы пик в пиковом направлении · <F> — в часы пик в пиковом направлении · M — в будни днём и вечером · M — в будни днём и вечером | 42-я улица — Брайант-парк                    |
| автовокзал Портового управления[англ.] |                                              |

| 1 — круглосуточно · 1 — круглосуточно · 2 — круглосуточно · 2 — круглосуточно · 3 — круглосуточно · 3 — круглосуточно | Таймс-сквер — 42-я улица                     |
| 7 — круглосуточно · 7 — круглосуточно · <7> — в часы пик в пиковом направлении · <7> — в часы пик в пиковом направлении | Таймс-сквер                                  |
| A — круглосуточно · A — круглосуточно · C — круглосуточно, кроме ночи · C — круглосуточно, кроме ночи · E — круглосуточно · E — круглосуточно | 42-я улица — Автовокзал Портового управления |
| N — круглосуточно · N — круглосуточно · Q — круглосуточно · Q — круглосуточно · R — круглосуточно, кроме ночи · R — круглосуточно, кроме ночи · W — в будни днём и вечером до 23:00 · W — в будни днём и вечером до 23:00                                                                             | Таймс-сквер — 42-я улица                     |
| 7 — круглосуточно · 7 — круглосуточно · <7> — в часы пик в пиковом направлении · <7> — в часы пик в пиковом направлении | Пятая авеню                                  |
| B — в будни днём и вечером до 23:00 · B — в будни днём и вечером до 23:00 · D — круглосуточно · D — круглосуточно · F — круглосуточно · F — круглосуточно · <F> — в часы пик в пиковом направлении · <F> — в часы пик в пиковом направлении · M — в будни днём и вечером · M — в будни днём и вечером | 42-я улица — Брайант-парк                    |
| автовокзал Портового управления[англ.] |                                              |

| 7 — круглосуточно · 7 — круглосуточно · <7> — в часы пик в пиковом направлении · <7> — в часы пик в пиковом направлении | Таймс-сквер                                  |
| A — круглосуточно · A — круглосуточно · C — круглосуточно, кроме ночи · C — круглосуточно, кроме ночи · E — круглосуточно · E — круглосуточно | 42-я улица — Автовокзал Портового управления |
| N — круглосуточно · N — круглосуточно · Q — круглосуточно · Q — круглосуточно · R — круглосуточно, кроме ночи · R — круглосуточно, кроме ночи · W — в будни днём и вечером до 23:00 · W — в будни днём и вечером до 23:00                                                                             | Таймс-сквер — 42-я улица                     |
| S (челнок 42-й улицы) — круглосуточно, кроме ночи · S (челнок 42-й улицы) — круглосуточно, кроме ночи | Таймс-сквер                                  |
| 7 — круглосуточно · 7 — круглосуточно · <7> — в часы пик в пиковом направлении · <7> — в часы пик в пиковом направлении | Пятая авеню                                  |
| B — в будни днём и вечером до 23:00 · B — в будни днём и вечером до 23:00 · D — круглосуточно · D — круглосуточно · F — круглосуточно · F — круглосуточно · <F> — в часы пик в пиковом направлении · <F> — в часы пик в пиковом направлении · M — в будни днём и вечером · M — в будни днём и вечером | 42-я улица — Брайант-парк                    |
| автовокзал Портового управления[англ.] |                                              |

| 1 — круглосуточно · 1 — круглосуточно · 2 — круглосуточно · 2 — круглосуточно · 3 — круглосуточно · 3 — круглосуточно | Таймс-сквер — 42-я улица                     |
| 7 — круглосуточно · 7 — круглосуточно · <7> — в часы пик в пиковом направлении · <7> — в часы пик в пиковом направлении | Таймс-сквер                                  |
| A — круглосуточно · A — круглосуточно · C — круглосуточно, кроме ночи · C — круглосуточно, кроме ночи · E — круглосуточно · E — круглосуточно | 42-я улица — Автовокзал Портового управления |
| S (челнок 42-й улицы) — круглосуточно, кроме ночи · S (челнок 42-й улицы) — круглосуточно, кроме ночи | Таймс-сквер                                  |
| 7 — круглосуточно · 7 — круглосуточно · <7> — в часы пик в пиковом направлении · <7> — в часы пик в пиковом направлении | Пятая авеню                                  |
| B — в будни днём и вечером до 23:00 · B — в будни днём и вечером до 23:00 · D — круглосуточно · D — круглосуточно · F — круглосуточно · F — круглосуточно · <F> — в часы пик в пиковом направлении · <F> — в часы пик в пиковом направлении · M — в будни днём и вечером · M — в будни днём и вечером | 42-я улица — Брайант-парк                    |
| автовокзал Портового управления[англ.] |                                              |

| 1 — круглосуточно · 1 — круглосуточно          | Саут-Ферри |
| терминал Уайтхолл[англ.] (Статен-Айленд Ферри) |            |

| A — ночью · A — ночью · C — круглосуточно, кроме ночи · C — круглосуточно, кроме ночи | Франклин-авеню |

| S (челнок Франклин-авеню) — круглосуточно · S (челнок Франклин-авеню) — круглосуточно | Франклин-авеню |

| S (челнок Франклин-авеню) — круглосуточно · S (челнок Франклин-авеню) — круглосуточно | Ботанический сад |

| 4 — круглосуточно · 4 — круглосуточно · 5 — круглосуточно, кроме ночи · 5 — круглосуточно, кроме ночи               | Фултон-стрит |
| A — круглосуточно · A — круглосуточно · C — круглосуточно, кроме ночи · C — круглосуточно, кроме ночи               | Фултон-стрит |
| J — круглосуточно · J — круглосуточно · Z — в часы пик в пиковом направлении · Z — в часы пик в пиковом направлении | Фултон-стрит |
| Всемирный торговый центр (PATH)[англ.]                                                                              |              |

| 2 — круглосуточно · 2 — круглосуточно · 3 — круглосуточно, кроме ночи · 3 — круглосуточно, кроме ночи               | Фултон-стрит |
| 4 — круглосуточно · 4 — круглосуточно · 5 — круглосуточно, кроме ночи · 5 — круглосуточно, кроме ночи               | Фултон-стрит |
| J — круглосуточно · J — круглосуточно · Z — в часы пик в пиковом направлении · Z — в часы пик в пиковом направлении | Фултон-стрит |
| Всемирный торговый центр (PATH)[англ.]                                                                              |              |

| 2 — круглосуточно · 2 — круглосуточно · 3 — круглосуточно, кроме ночи · 3 — круглосуточно, кроме ночи               | Фултон-стрит |
| A — круглосуточно · A — круглосуточно · C — круглосуточно, кроме ночи · C — круглосуточно, кроме ночи               | Фултон-стрит |
| J — круглосуточно · J — круглосуточно · Z — в часы пик в пиковом направлении · Z — в часы пик в пиковом направлении | Фултон-стрит |
| Всемирный торговый центр (PATH)[англ.]                                                                              |              |

| 2 — круглосуточно · 2 — круглосуточно · 3 — круглосуточно, кроме ночи · 3 — круглосуточно, кроме ночи | Фултон-стрит |
| 4 — круглосуточно · 4 — круглосуточно · 5 — круглосуточно, кроме ночи · 5 — круглосуточно, кроме ночи | Фултон-стрит |
| A — круглосуточно · A — круглосуточно · C — круглосуточно, кроме ночи · C — круглосуточно, кроме ночи | Фултон-стрит |
| Всемирный торговый центр (PATH)[англ.]                                                                |              |

| 4 — круглосуточно · 4 — круглосуточно · 5 — круглосуточно, кроме ночи · 5 — круглосуточно, кроме ночи · 6 — круглосуточно · 6 — круглосуточно · <6> — в будни днём в пиковом направлении · <6> — в будни днём в пиковом направлении | Центральный вокзал — 42-я улица |
| S (челнок 42-й улицы) — круглосуточно, кроме ночи · S (челнок 42-й улицы) — круглосуточно, кроме ночи | Центральный вокзал              |
| Центральный вокзал Нью-Йорка |                                 |

| 4 — круглосуточно · 4 — круглосуточно · 5 — круглосуточно, кроме ночи · 5 — круглосуточно, кроме ночи · 6 — круглосуточно · 6 — круглосуточно · <6> — в будни днём в пиковом направлении · <6> — в будни днём в пиковом направлении | Центральный вокзал — 42-я улица |
| 7 — круглосуточно · 7 — круглосуточно · <7> — в часы пик в пиковом направлении · <7> — в часы пик в пиковом направлении | Центральный вокзал              |
| Центральный вокзал Нью-Йорка |                                 |

| 7 — круглосуточно · 7 — круглосуточно · <7> — в часы пик в пиковом направлении · <7> — в часы пик в пиковом направлении | Центральный вокзал |
| S (челнок 42-й улицы) — круглосуточно, кроме ночи · S (челнок 42-й улицы) — круглосуточно, кроме ночи                   | Центральный вокзал |
| Центральный вокзал Нью-Йорка                                                                                            |                    |

| 2 — круглосуточно · 2 — круглосуточно · 3 — круглосуточно, кроме ночи · 3 — круглосуточно, кроме ночи                                                             | Парк-Плейс               |
| E — круглосуточно · E — круглосуточно | Всемирный торговый центр |
| N — ночью · N — ночью · R — круглосуточно, кроме ночи · R — круглосуточно, кроме ночи · W — в будни днём и вечером до 23:00 · W — в будни днём и вечером до 23:00 | Кортландт-стрит          |
| Всемирный торговый центр (PATH)[англ.] |                          |

| 4 — круглосуточно · 4 — круглосуточно · 5 — круглосуточно, кроме ночи · 5 — круглосуточно, кроме ночи · 6 — круглосуточно · 6 — круглосуточно · <6> — в будни днём в пиковом направлении · <6> — в будни днём в пиковом направлении | Бруклинский мост — Сити-холл |

| F — круглосуточно · F — круглосуточно · <F> — в часы пик в пиковом направлении · <F> — в часы пик в пиковом направлении | Деланси-стрит |

| 4 — круглосуточно · 4 — круглосуточно · 5 — круглосуточно, кроме ночи · 5 — круглосуточно, кроме ночи · 6 — круглосуточно · 6 — круглосуточно · <6> — в будни днём в пиковом направлении · <6> — в будни днём в пиковом направлении | 14-я улица — Юнион-сквер |
| N — круглосуточно · N — круглосуточно · Q — круглосуточно · Q — круглосуточно · R — круглосуточно, кроме ночи · R — круглосуточно, кроме ночи · W — в будни днём и вечером до 23:00 · W — в будни днём и вечером до 23:00           | 14-я улица — Юнион-сквер |